# Walter Kruse (Mediziner)
Walter Kruse  oder Walther Kruse (* 8. September 1864 in Berlin; † September 1943) war ein deutscher Arzt, Hygieniker, Bakteriologe und Hochschullehrer.

## Leben
Kruse studierte Medizin in Berlin, u. a. als Schüler Rudolf Virchows, und wurde dort 1888 promoviert. Zwischen 1890 und 1892 publizierte er während seines Forschungsaufenthaltes an der Zoologischen Station Neapel mehrere Arbeiten über Blutparasiten bei Fröschen, Vögeln und beim Menschen. Als Assistent bei Carl Flügge an der Schlesischen Friedrich-Wilhelms-Universität Breslau und später Dittmar Finkler am 1894 gegründeten Hygienischen Institut der Rheinischen Friedrich-Wilhelms-Universität Bonn bearbeitete er u. a. die Abschnitte über Morphologie, Krankheitserregung, Systematik der Bazillen und Protozoen des in mehreren Auflagen von Carl Flügge herausgegebenen Werks „Die Mikroorganismen“. Als technisch versierter Bakteriologe übernahm er 1894/95 die Leitung des bakteriologischen Laboratoriums. 1909–1911 leitete er das Hygienische Institut in Königsberg. 1911 kehrte er nach Bonn zurück und übernahm hier bis 1913 die Leitung des Hygienischen Instituts. 1913 folgte er einem Ruf als Professor nach Leipzig, wo er Direktor des Hygienischen Instituts der Universität Leipzig wurde. Im Jahr 1936 wurde Walter Kruse in der Sektion Mikrobiologie und Immunologie als Mitglied in die Deutsche Akademie der Naturforscher Leopoldina aufgenommen.

## Wissenschaftliche Beiträge
Die Erstbeschreibung des Erregers der damals im Sommer auch im Rheinland grassierenden bakteriellen Ruhr (Dysenterie), eines gramnegativen stäbchenförmigen Bakteriums, musste sich Kruse mit dem Japaner Shiga, dem Franzosen André Chantemesse und dem Italiener Celli teilen, sodass die Erregerart „Shigella“ getauft wurde und sein Name nur in den landläufigen Bezeichnungen für die in Tropen und Subtropen schwerste Krankheitsverläufe verursachende serologische Gruppe A als „Shiga-Kruse-Bakterium“ und für die Gruppe D als „Kruse-Sonnen-Bakterium“ auftaucht, das – als in Mitteleuropa häufigstes Shigellen-Bakterium – milde Verlaufsformen, vor allem den kindlichen Sommerdurchfall, hervorruft.
Durch sein Interesse am Durchfall arbeitete Kruse dann schon um 1900 auf einem Gebiet, auf dem die Bonner Hygiene heute nationale und globale Reputation besitzt, nämlich der Wasserhygiene, insbesondere des Talsperrenwassers, das Kruse – im Vergleich zu Bächen – als hygienisch unbedenklich und deshalb nicht der Filtrierung bedürftiges Oberflächenwasser einstufte. Mit dem Nachweis von „Dysenterieamöben“ als Erreger der „Tropendysenterie“, deren Zerstörung der Darmschleimhaut sich von der durch Ruhr-Bakterien unterscheidet, leistete Kruse auch einen Beitrag zur Parasitologie.
In seinen Leipziger Jahren wandte sich der Geheime Medizinalrat Kruse der Erb- und Rassenhygiene zu und trug so nicht nur zur Entwicklung der nationalsozialistischen Rassenhygiene, sondern auch zur späteren Diskreditierung seines Fachs in Deutschland bei.

## Veröffentlichungen (Auswahl)
- Walther Kruse: Einführung in die Bakteriologie oder Lehre von den Kleinwesen und ihren Wirkungen. Zum Gebrauch bei Vorlesungen und Übungen sowie zum Selbstunterricht für Ärzte, Tierärzte und Naturforscher. 2., verbesserte Auflage. Berlin 1931.